# ゴナイーヴ郡

ゴナイーヴ郡
Gonayiv

ゴナイーヴ郡（ゴナイーヴぐん）はハイチ中北部アルティボニット県北部の郡。北西にグウォ・モーン郡、北東に北県プレザンス郡、東にマムラード郡、南にデサリーヌ郡と接し、西はゴナイーヴ港がゴナイーヴ湾に臨む。
ゴナイーヴと北東にエネリ、南にレステの3つのコミーンが置かれている。郵便番号は41から始まる。

## 脚註
1. 1 2  “Haiti: administrative units, extended”.   GeoHive.com. 2016年10月5日時点のオリジナルよりアーカイブ。2021年8月9日閲覧。
2. ↑  “POPULATION TOTALE, POPULATION DE 18 ANS ET PLUS MÉNAGES ET DENSITÉS ESTIMÉS EN 2015” (pdf).   l’Institut Haïtien de Statistique et d’Informatique (IHSI). pp. 16 - 17 (2015年3月). 2021年8月9日閲覧。